# Baba Mardoukh Rohanee
 (janvier 2013).
Si vous disposez d'ouvrages ou d'articles de référence ou si vous connaissez des sites web de qualité traitant du thème abordé ici, merci de compléter l'article en donnant les références utiles à sa vérifiabilité et en les liant à la section « Notes et références ».
Baba Mardoukh Rohanee (en kurde : بابا مەردووخی ڕۆحانی ;), né en 1923 à Kashtar, village de Sanandaj et mort le 17 janvier 1989, est un professeur et écrivain iranien. Il a commencé à étudier auprès de son père, Sheykh ollah Modarrisi Habeeb. Il s'installe ensuite à Sanandaj et y poursuit ses études sous la direction des meilleurs professeurs de sciences islamiques. Les œuvres de Baba Mardoukh sont écrites dans les domaines du Fiqh, de Tafsir, de la logique, des mathématiques, et son meilleur livre est généralement considéré comme étant "L'histoire des Kurdes notable" (persan : تاریخ مشاهیر کرد), qu'il a écrite en persan. Après avoir terminé l'étude des sciences islamiques au Kurdistan, il a déménagé à Téhéran, la capitale de l'Iran. Il y a étudié à l'Université de Téhéran, entrant en contact avec plusieurs professeurs réputés comme Badiozzaman Forouzanfar. Après avoir terminé ses études à Téhéran, il est retourné à Sanandaj, où il a enseigné dans des lycées et commencé à écrire. Il est mort le 17 janvier 1989 d'un cancer ; il est enterré à Sanandaj.